# Novoslobódskaya

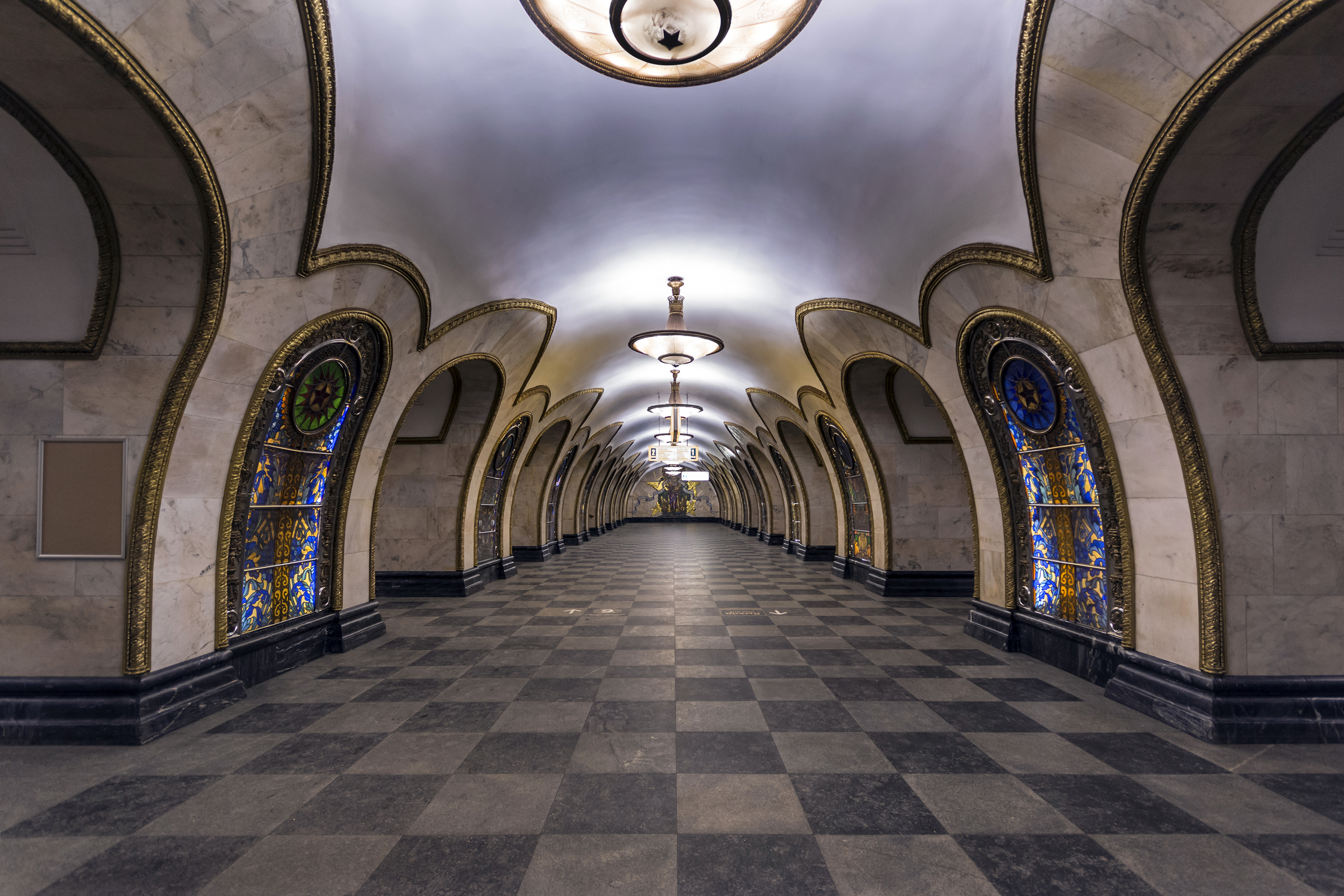

Novoslobódskaya (del ruso: Новослобо́дская) es una estación en la Línea Koltsevaya del Metro de Moscú. Fue diseñada por Alekséi Dushkin y A.F. Strelkov y abierta el 30 de enero de 1952.
La estación de metro de Novoslobódskaya es conocida por su decoración, constituida por 32 vidrieras obra de los artistas letones E. Veylandan, E. Krests, y M. Ryskin. Cada panel, rodeado por un elaborado marco de latón, está situado en uno de los pilares de la estación e iluminado desde dentro. A su vez los pilares y los arcos entre ellos están recubiertos de mármol de los Urales y rematados con una moldura de latón en los bordes. Al final del centro del andén la pared está decorada con un mosaico de Pável Korin titulado "Paz por todo el Mundo". Las vidrieras, el mosaico, los marcos y molduras de latón y las elegantes lámparas cónicas que cuelgan del techo fueron todos cuidadosamente limpiados y restaurados en 2003.
El vestíbulo es una imponente estructura con un gran pórtico, localizado en la esquina noreste del cruce entre Novoslobódskaya Úlitsa y Seleznióvskaya Úlitsa.

## Conexiones
Desde esta estación se puede acceder a la estación Mendeléyevskaya en la Línea Serpujovsko-Timiriázevskaya.